# Starowice (Poméranie-Occidentale)
Pour l’article homonyme, voir Starowice.
Starowice est une localité polonaise de la gmina mixte de Borne Sulinowo située dans le powiat de Szczecinek en voïvodie de Poméranie-Occidentale. Elle se trouve à environ 19 km au sud-ouest de Szczecinek et 131 km à l'est de la capitale régionale Szczecin.

## Géographie

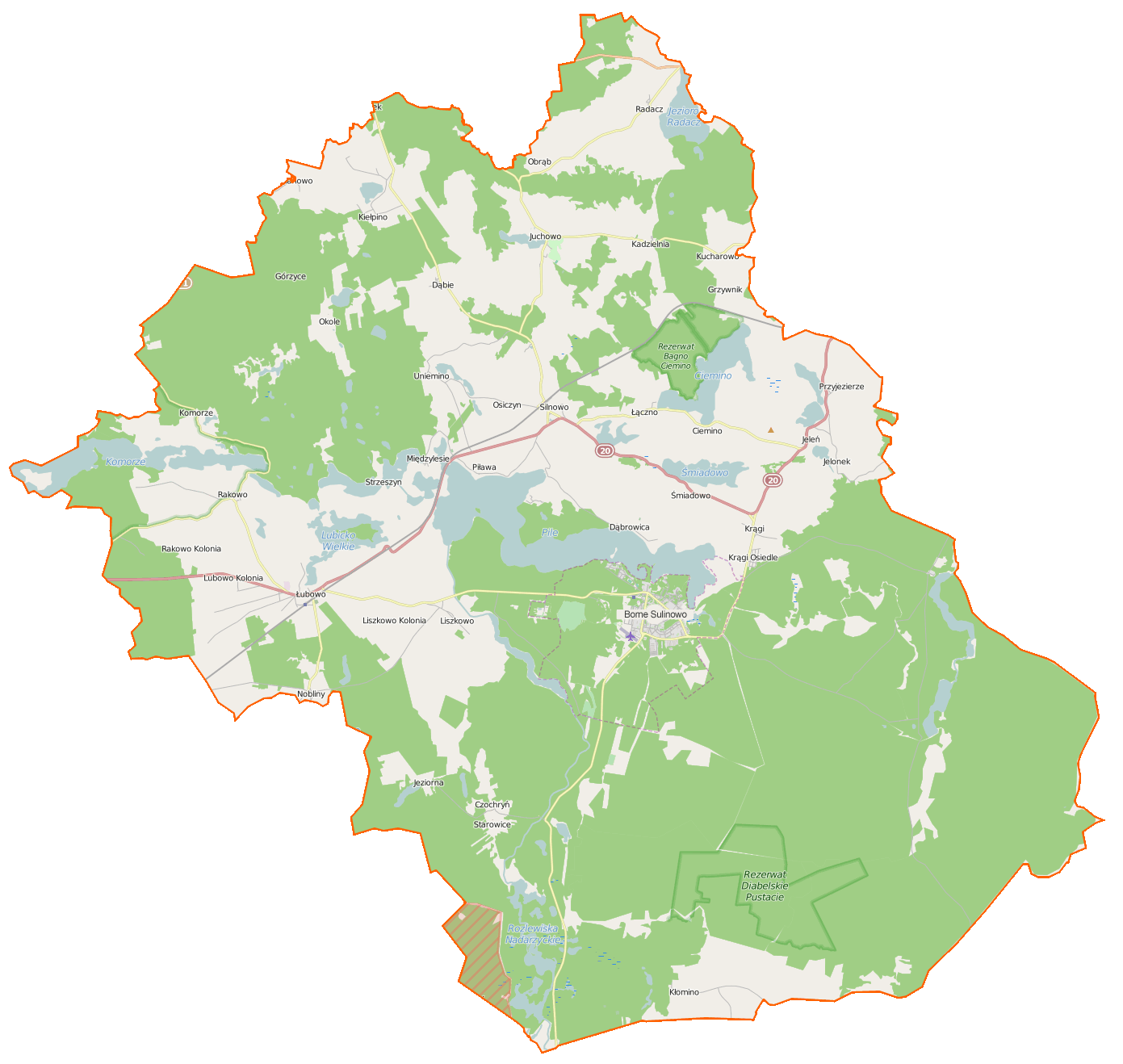
Carte de la gmina de Borne Sulinowo.

## Histoire
De 1815 à 1945, Groß Zacharin fait partie de l'arrondissement de Deutsch Krone dans le district de Marienwerder, au sein de la province de Prusse-Occidentale.